# Digger (soldat)

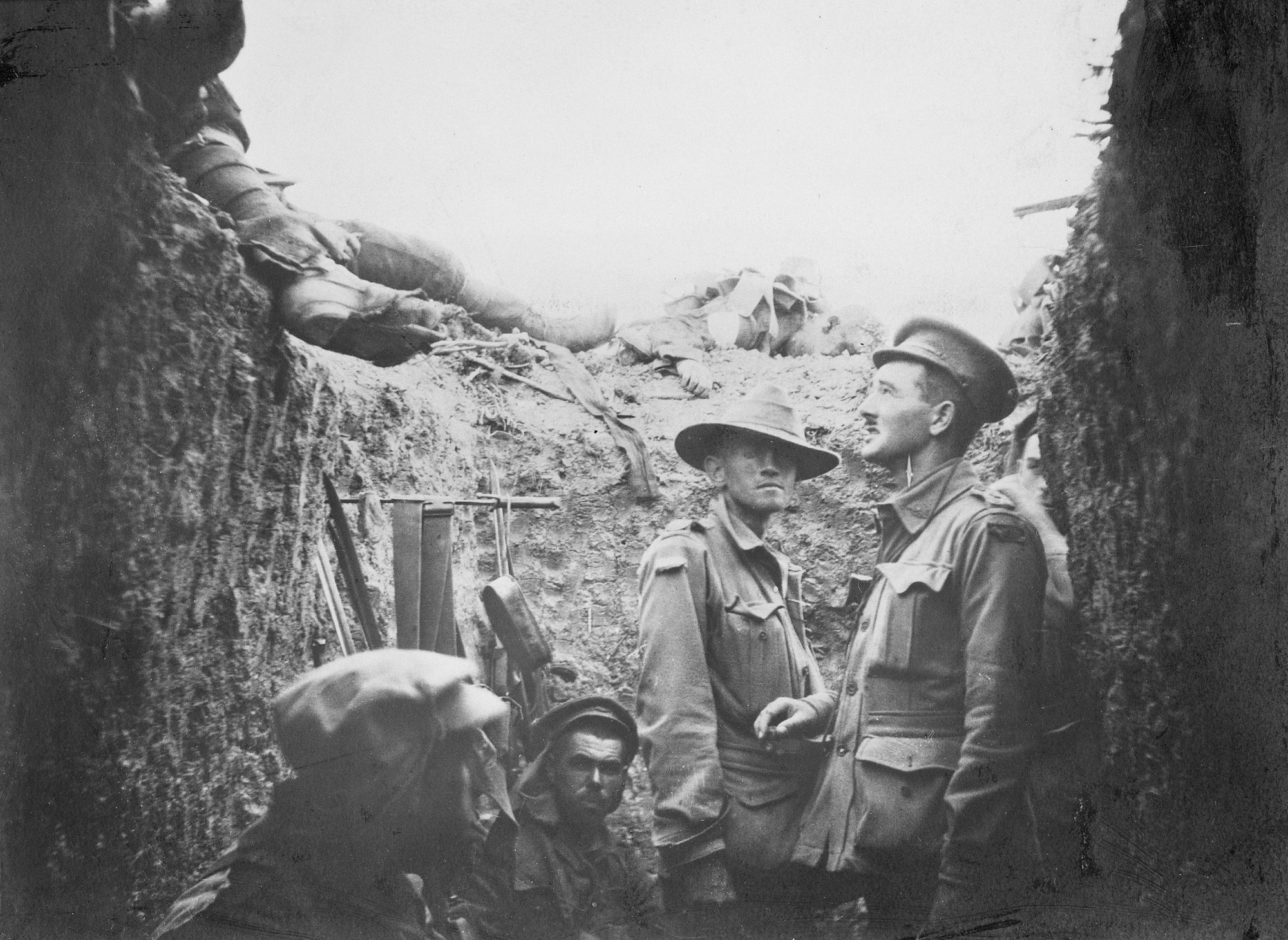
Les soldats de la force impériale australienne dans une tranchée à Lone Pine, au cours de la campagne de Gallipoli en 1915.

Pour les articles homonymes, voir Diggers.
Digger est un terme d'argot militaire pour désigner les soldats de l'Australie et la Nouvelle-Zélande. Des traces de son utilisation ont été trouvés dans ces pays dès les années 1850, mais son utilisation dans un contexte militaire n'est devenu courant qu'à partir de la Première Guerre mondiale, lorsque les troupes australiennes et néo-zélandaises commencèrent à l'employer sur le front de l'Ouest vers 1916 ou 1917. Son usage a évolué pendant la guerre, le terme a été lié à la notion de la légende Anzac mais, dans un plus large contexte social, il est lié à la notion de « fraternité égalitaire ».

## Origine du nom, du mineur au soldat
Avant la Première Guerre mondiale, le terme de « digger » était largement utilisé dans l'Australasie pour signifier un mineur, et ou dans l'appellation Kauri gum-digger en Nouvelle-Zélande. En Australie comme en Nouvelle-Zélande, le terme de « digger » avait une connotation égalitaire datant de la rébellion d'Eureka de 1854, à l'époque victorienne ; il était donc déjà associé aux principes de « mateship ». Beaucoup de soldats australiens et néozélandais de la seconde guerre des Boers (1899-1902) étaient d'anciens mineurs, et à la bataille de la rivière Elands, les défenseurs australiens se firent une réputation de creuseurs en construisant en toute hâte des défenses dans la terre dure,.

## Le soldat de l'Anzac (1915-1918)

### Le nom «digger» s'impose
À la suite du Débarquement de la baie ANZAC le 25 avril 1915, pendant la Campagne de Gallipoli, le général Ian Hamilton écrivit au général William Birdwood, commandant de l'Australian and New Zealand Army Corps (ANZAC), en ajoutant en post-scriptum : « Vous avez fait la partie difficile, maintenant vous n'avez qu'à creuser, creuser, creuser, jusqu'à ce que vous soyez en sécurité ». Selon l'écrivain Tim Lycett, il n'y a pas d'autres preuves pouvant suggérer que le message d'Hamilton soit la raison pour laquelle le terme « digger » (« creuseur »') ait été appliqué aux troupes de l'ANZAC en général.
W. H. Downing dans Digger Dialects, un glossaire des mots et expressions utilisés par les militaires australiens de la Première Guerre mondiale, explique que le terme digger a été utilisé pour désigner un soldat australien ou néo-zélandais à partir de 1916. Le mot semble être devenu populaire parmi les troupes néozélandaises avant d'être adopté par les Australiens. Le mot n'était pas largement répandu avant 1917,. Selon l'auteur Tim Lycett, l'auteur de l'histoire officielle du 44e Bataillon australien Cyril Longmore enregistra l'emploi de ce terme par les membres du bataillon comme synonyme au mot « cobber » alors qu'ils creusaient des tranchées en entraînement sur la plaine de Salisbury à la fin de l'année 1916, alors que la 3e Division se préparait à se déployer sur le front de l'Ouest. Selon le livre et les lettres de Longmore, Lycett a affirmé que le terme gagna en importance à la suite d'un discours à partir du commandant de la 11e Brigade, le brigadier James Cannan, qui parlait des « prouesses » du 44e Bataillon, dont beaucoup des hommes étaient mineurs dans l'Ouest de l'Australie avant de s'enrôler.

### Le «digger» et la légende de l'Anzac

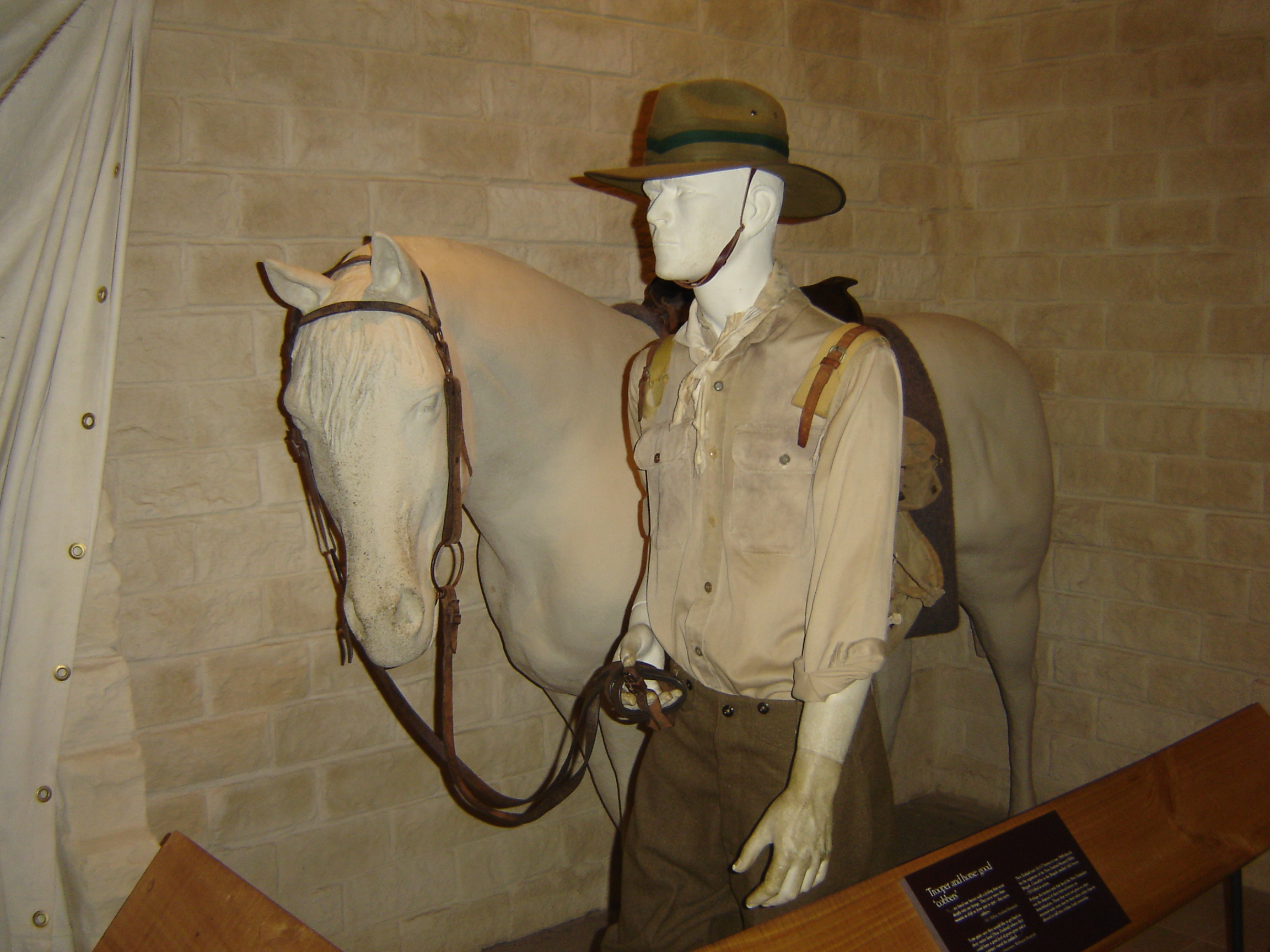
Un modèle de type ANZAC soldat et son cheval au cours de la campagne de Palestine.

Lors du déclenchement de la Première Guerre mondiale, l'Australie et la Nouvelle-Zélande étaient toutes deux de relativement « jeunes » nations, avec peu de visibilité sur la scène internationale. Déployés à Gallipoli au début de l'année 1915, les soldats des deux nations eurent l'occasion de prouver leur valeur. Bien que la campagne de Gallipoli a entraîné de lourdes pertes et qu'elle se termina par la retraite des Alliés, la campagne fut fortement liée à l'émergence de l'identité nationale en Australie et en Nouvelle-Zélande. 
Par la manière dont les soldats australiens et néozélandais endurèrent les épreuves de la bataille, le « digger » est devenu l'un des piliers de la légende de l'Anzac, incarnant les qualités « d'endurance, de courage, d'ingéniosité, de bonne humeur, et [...] de mateship. ». En Australie, alors que la nation devint plus industrialisée et urbanisée, le terme fut aussi plus tard associés au « bushman », comprenant « la rusticité, l'esprit démocratique, le mateship et de la débrouillardise ».

## Usage

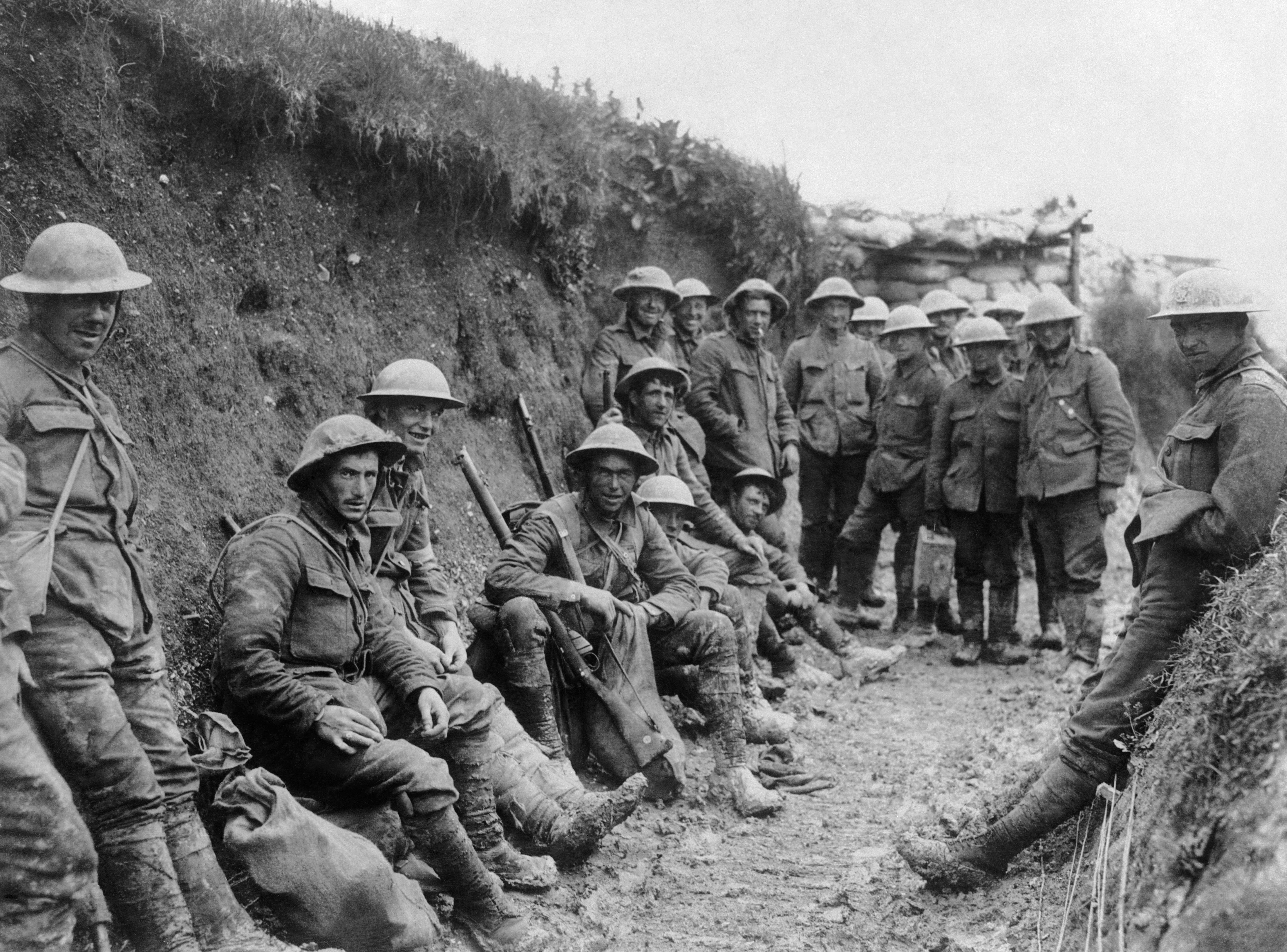
Un groupe de ravitaillement des Royal Irish Rifles dans une tranchée de communication pendant la bataille de la Somme. Probablement le 1er juillet 1916, (premier jour sur la Somme). L'unité est peut-être le 1er bataillon des Royal Irish Rifles (25e brigade, 8e division).

Alors que les Australiens et les Néozélandais s'appelleraient les uns les autres « digger », les Britanniques ont tendance à préférer le terme « Kiwi » pour les Néozélandais, et celui de « digger » pour les Australiens. L'équivalent en argot pour un soldat britannique étant le « Tommy » de Tommy Atkins.

## Équipe de football
Entre 1998 et 2003, le terme a été utilisé dans le nom d'une équipe de la Victorian Football League, les Bendigo Diggers. C'était en partie en référence à l'histoire de Bendigo en tant que centre de l'industrie minière de l'or. L'équipe a depuis changé son surnom en « Bombers ». En 2001, l'Athletics Australia a suggéré qu'il pourrait utiliser « Diggers », comme surnom de l'équipe. La proposition fut retirée après un tollé général et la protestation du Returned and Services League of Australia.